# Ультиматум 23 лютого
Ультиматум 23 лютого - ультиматум Німеччини до Росії в результаті якого та визнала незалежність Латвії, Литви, Естонії, Фінляндії та України.
Уранці 23 лютого 1918 року був пред'явлений німецький ультиматум про умови миру, за якими Петроградська влада мала визнати незалежність Латвії, Литви, Естонії, Фінляндії та України і підписати з Україною мирний договір. 
На засіданні ЦК РСДРП(б) Ленін, незважаючи на сильний опір, схилив членів ЦК прийняти ультиматум. Ленін вимагав укладання миру на німецьких умовах, пригрозивши інакше подати у відставку. Ленін вважав, що головне — «ціною будь-яких втрат зберегти острівець уже існуючої пролетарської влади».
Того ж дня, 23 лютого, члени Центрального Комітету РСДРП (б) дали свою згоду на прийняття німецького ультиматуму. О 3-й годині ночі 24 лютого він був прийнятий ВЦВК («за» проголосувало 116 його членів, «проти» — 85, «утрималось» — 26).
Незважаючи на таку оперативність більшовиків наступ тривав і лише 3 березня 1918 року був підписаний Берестейський мир цілком на німецьких умовах.
Згодом дата 23 лютого стала Днем Радянської Армії.